# Wisła Mała
Wisła Mała is een dorp in de Poolse woiwodschap Silezië. De plaats maakt deel uit van de gemeente Pszczyna.